# История картографии
Картография — наука об исследовании, моделировании и отображении пространственного расположения, сочетания и взаимосвязи объектов и явлений природы и общества, является неотъемлемой частью человеческой жизни и истории. Начиная с наскальных рисунков, карты древнего Вавилона, карт Греции и Азии, через Эпоху великих географических открытий и по сегодняшний день, люди создавали, создают и используют карты для облегчения определения своего местоположения и продолжения своего пути по миру. По мнению некоторых учёных картирование представляет собой значительный шаг вперёд в интеллектуальном развитии человечества. Картография появилась, вероятно, ещё до появления письменности в первобытном обществе. Об этом свидетельствует, например, то, что у народов, не имевших письменности в момент их открытия, имелись развитые картографические навыки. Путешественники, расспрашивавшие эскимосов северной Америки о расположении окрестных островов и берегов, получали от них сравнительно внятные описания в виде карт, нарисованных на кусочках коры, на песке или на бумаге (если она была). История карт началась с двумерных чертежей. Хотя современная графика позволяет строить карты больших размерностей, большинство карт по-прежнему характеризуются рисунком на плоскости. Первая цветная карта была создана в XI веке ученым М. Кашгари.

## Первые известные карты

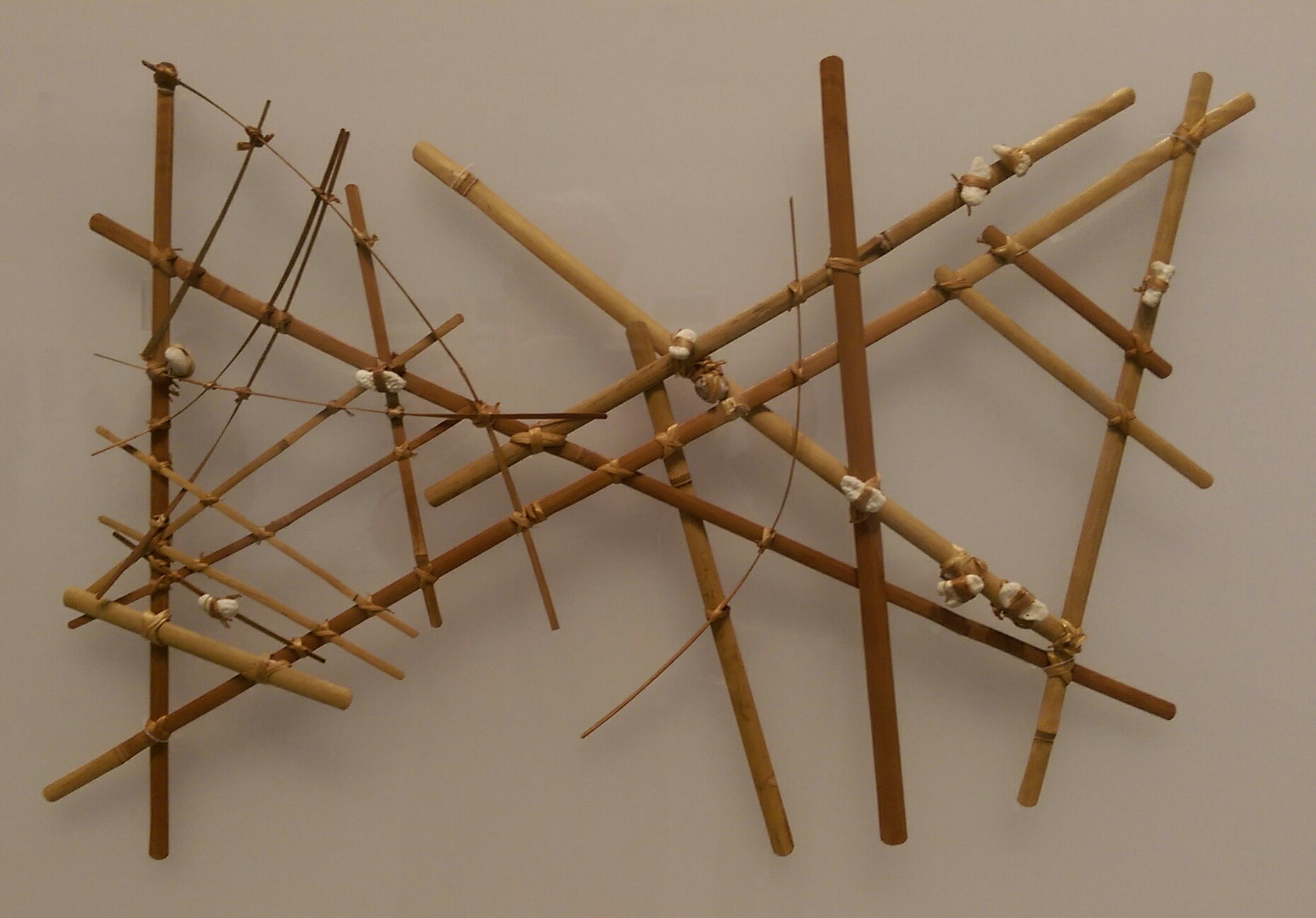
Палочная микронезийская карта

Наиболее ранние карты относятся к небу, а не к земле. Первые карты были созданы или же написаны на камне. Так племена обозначали карту их местности. Точки (наскальный рисунок), найденные на стенах пещеры Ласко и датируемые приблизительно 16500 г. до н. э., изображают часть ночного неба, в том числе три яркие звезды Вега, Денеб и Альтаир (созвездие Летний треугольник), а также кластер звезд Плеяды. На стенах пещеры Эль-Кастильо в Испании найдены точки, изображающие созвездие Северная Корона, датируемые приблизительно 12000 г. до н. э.
Пещерная живопись и наскальные рисунки использовались как простые визуальные элементы, которые, возможно, предназначались для помощи в распознавании особенностей ландшафта, таких например, как холмы или жилища. Картоподобные изображения как гор, рек, долин и маршрутов, найденные в окрестностях города Павлова (Чешская Республика), были датированы приблизительно 25 тысячелетием до н. э. 14 тысячелетием до н. э. датирован полированный кусок песчаника из пещеры в испанской Наварре, который может представлять собой как карту, так и просто похожие образы, наложенные на изображение какого-то животного или фантазию автора.
Но стандартная карта которую мы привыкли видеть сейчас была создана не так давно. Другое древнее изображение, напоминающее карту, было создано в конце 7 тысячелетии до н. э. в Чатал-Хююке (Анатолия, современная Турция). Этот наскальный рисунок может представлять собой план находившейся здесь деревни эпохи неолита, однако, исследования последнего времени ставят под сомнение определение этой картины как карты.
У тех, кто видел «карту» в Чатал-Хююке, нередко возникает ощущение, что они видят изображение домов, сгруппированных вместе, а входы в дома перекрыты плоскими крышами. Таким образом, для жителей деревни могло быть вполне возможным, рассмотреть свой город с высоты птичьего полёта. Поздние цивилизации следовали той же схеме отображения местности, сегодня почти все карты изображаются так, как если мы смотрели с неба, а не как горизонтальная или косая перспектива. Концептуально такие карты имеют преимущество — они обеспечивают больший обзор площади. Но есть и исключения: одна из «псевдокарт» минойской цивилизации на Крите — настенная живопись в «доме Адмирала», датируемая 1600 до н. э. — показывает здания на берегу моря постройки под углом.

## Древний Ближний Восток
Карты в древнем Вавилоне были сделаны основываясь на измерительных методах.
Например, на глиняной табличке (7,5 × 6,7 см), найденной в 1928 году в Га-Сур, вблизи современного Киркука, изображена карта речной долины между двумя холмами. Клинопись обозначает объекты на карте, в том числе 354 ику (12 гектаров) земельных участков, которые, как написано, принадлежали некоему лицу, по имени Азала. Большинство учёных датируют табличку XXV—XXIV веком до нашей эры. Историк картографии Лев Багров датирует их 7000 г. до нашей эры. На карте перекрывающимися полукругами показаны холмы, линиями — реки, кружками — города. На карте также указаны стороны света.
Гравированные карты касситского периода вавилонской истории (XIV—XII век до нашей эры) показывают стены и здания священного города Ниппур.
В отличие от них, Вавилонская карта мира, самая ранняя из сохранившихся карт мира (ок. 600 год до н. э.), является символическим, а не буквальным представлением местности. Она намеренно опускает некоторые народы, такие как персы и египтяне, которые были хорошо известны в Вавилоне. Земля изображается как круг окружённый водой, соответственно религиозным представлениям вавилонян о мире.
Примеры изображений из древнего Египта довольно редки, однако сохранившиеся карты показывают высокий уровень древнеегипетских картографов в геометрии и хорошо развитые методы измерений, которые, возможно, стимулировались необходимостью повторно устанавливать точные границы частной собственности после ежегодных разливов Нила. Туринская папирусная карта датируемая 2500 г. до н. э. показывает горы к востоку от Нила, где добывалось золото и серебро, шахтёрские лагеря, колодцы и сеть дорог, связывающих этот регион с центральным Египтом. Уникальность этой карты заключается в надписях на карте, точной ориентации и использования цвета.

## Древняя Греция

### Старая греческая литература
При анализе ранней географической литературы и ранних представлений о Земле, все источники приводят к Гомеру, который, по мнению многих (в числе которых Страбон), является отцом-основателем географии. Независимо от споров о действительном существовании Гомера, точно известно одно: он не был картографом. Прилагаемые карты, которые предположительно представляют собой видение Гомером мира, не были созданы им. Это восстановление воображаемого мира, как описанного Гомером в его двух поэмах — «Илиада» и «Одиссея». Каждое из этих сочинений включает в себя сильный географический символизм. Их можно рассматривать в качестве описательной картины жизни и войны в бронзовом веке и иллюстрированных планов реальных поездок. Таким образом, каждая из них развивает философский взгляд на мир, что позволяет показать эту информацию в виде карты.
Изображение Земли, задуманное Гомером, которое было принято древними греками, представляет собой плоский диск, окружённый постоянно движущимися потоками океана. Эта идея возникнет из существования горизонта и видов, открывающихся с вершины горы или на берегу моря. Но знания Гомера о Земле были весьма скудными. Он и его греческие современники знали очень мало о землях за пределами Египта, Ливийской пустыней на юге, юго-западным побережьем Малой Азии и северной границей своей родины. Кроме того, о побережье Чёрного моря стало известно только через мифы и легенды, распространённые в его время. В его стихах нет упоминаний о Европе и Азии в качестве географического понятия, и не упоминаются финикийцы. Это кажется странным, если вспомнить происхождение названия Океан (Oceanus) — этот термин, использованный Гомером в его стихах, связан с финикийцами. Именно поэтому большая часть мира Гомера, изображённого на карте действия его поэм, представляет собой описание земель, ограниченных Эгейским морем. Греки считали, что они живут в центре Земли, а края мирового диска были населены дикарями, чудовищными варварами, странными животными и монстрами; многие из них упоминаются в Одиссее Гомера.
Дополнительные сведения о географии Древней Греции могут быть найдены в поэмах Гесиода, написанных, вероятно, в восьмом веке до нашей эры. В поэмах «Труды и дни» и «Теогония» он демонстрирует высокий уровень географических знаний. Он знакомит читателей с названиями таких рек, как Нил, Истр (Дунай), с берегами Босфора, и Эвксина (Чёрное море), с побережьем Галлии, островом Сицилия и рядом других регионов и рек. Высокому уровню его познаний в географии способствовало не только начало греческих экспансий, но также и материалы из более ранних греческих карт мира, созданных такими греческими картографами, как Анаксимандр и Гекатей из Милета.

### Ранние греческие карты
В древности карты были составлены Анаксимандром, Гекатеем Милетским, Геродотом, Эратосфеном и Птолемеем, которые использовали как исследовательские наблюдения, так и математический подход.
Первые шаги в развитии интеллектуальной мысли в Древней Греции принадлежат ионийцам с их известным городом Милет в Малой Азии. Милет географически был очень удобно расположен для поглощения знаний Вавилона и получения прибыли от расширения торговли в Средиземноморье. Первым среди греков, создавшим карту мира, называется Анаксимандр из Милета (ок. 611—546 до н. э.), ученик Фалеса. Он считал что Земля имеет цилиндрическую форму подобно каменной колонне, плавающей в пространстве, а населённая её часть была круглая, в форме диска, и, предположительно, является верхней поверхностью цилиндра.
По-видимому, Анаксимандр был первым древнегреческим географом, изобразившим карту мира. Именно по этой причине многими он рассматривается как первый картограф. Однако нехватка археологических и письменных доказательств мешает давать какие-либо точные оценки его карте. Можно предположить, что он изображал сушу и моря в виде карты. Какие-либо определённые географические знания, относящиеся к этой карте, являются также утраченными. Хотя карта Анаксимандра не сохранилась, Гекатей Милетский (550—475 до н. э.) пятьдесят лет спустя создал новую карту, которая, по его словам, представляет собой усовершенствованную версию карты его знаменитого предшественника.
Карта Гекатея описывает Землю как круглый диск окружённый океаном, в центре которого находится Греция. Эта идея была очень популярным элементом мировоззрения современной Греции, выраженная первоначально в стихах Гомера. Кроме того, подобно многим другим ранним картам древности, на его карте не соблюдён масштаб. В качестве единиц измерения использовались «Дни плавания» по морю и «Дни ходьбы» по суше. Эта карта должна была стать дополнением к географической работе Гекатея, известной как «Periodos Ges» или «Кругосветное путешествие». «Periodos Ges» была разделена на две книги: «Европа» и «Азия», последняя из которых также включала в себя Ливию — этот термин использовался в древние времена для обозначения всей известной на то время Африки.
Карта Гекатея отражает представление автора о том, что мир разделён на два континента — Азию и Европу. В качестве границы между ними он прочерчивает линию между Геркулесовыми столбами, через Босфор, по реке Дон. Гекатей является первым известным автором, который считал, что Каспийское море впадает в окружающий землю океан — идея, которая в течение длительного времени сохранялась в период эллинизма. Он был особенно информированным о Чёрном море, добавив на карту множество географических мест, которые уже были известны грекам благодаря колонизации. К северу от Дуная, в соответствии с Гекатеем находились Порывистые (Rhipæan) горы, за которые жили гипербореи — народ Крайнего Севера. Гекатей изобразил истоки реки Нил южной частью круглого океана. Этим предположением Гекатей пытался объяснить тайну ежегодных разливов Нила. Причиной этого явления он считал волны мирового океана. Создание аналогичной карты, основанной на разработке Гекатея было направлено на помощь в принятии политических решений. Согласно Геродоту, она была выгравирована на бронзовой табличке и отнесена в Спарту Аристагором во время восстаний в Ионический городах против персидского владычества от 499 до 494 до нашей эры.
Анаксимен из Милета (VI век до н. э.), который учился у Анаксимандра, отверг взгляды своего учителя о форме Земли; он представляет себе Землю в форме прямоугольника, которая поддерживается сжатым воздухом. Его неправильное представление о форме Земли некоторым образом сохранилось и сегодня, в виду того, как изображаются современные карты — большинство из них ограничены прямоугольником (то есть границы карты, экран компьютера, или страницы документа).
Пифагор из Самоса (ок. 560—480 до н. э.) размышлял о Земле сферической формы с огнём в её центре. Ему также приписывают создание модели, которая делит сферическую Землю на пять зон. Одну жаркую, две умеренные и две холодные — северную и южную. Вполне вероятно, что он иллюстрировал своё деление Земли в форме карты, однако, никаких доказательств этого до настоящего времени не сохранилось.
Моряк Скилак Кариандский сделал запись своих плаваний по Средиземноморью (515 г. до нашей эры). Это самый ранний из известных греческих периплов, или парусных инструкций, которые позже стали базой для многих будущих картографов, особенно в Средневековье.
Путь, которым географические знания греков развивались, отталкиваясь от ранних предположений о форме Земли, проходит через Геродота и его концептуальное видение мира. Его карта также не сохранилась, а многие считают, что она вовсе никогда и не создавалась.
Геродот путешествовал много и далеко, собирая информацию и документируя свои наблюдения в книгах о Европе, Азии и Ливии. Он сравнивал и совмещал свои знания с тем, что он узнавал от людей, с которыми встречался в ходе своих путешествий. Геродот пишет свои «Истории» в середине четырёхсотых годов до нашей эры. Хотя его работа была посвящена истории долгой борьбы греков с персидской империей, Геродот также включил в неё все, что он знал о географии, истории и народах мира. Таким образом, его работа даёт детальную картину мира, известного грекам в пятом веке до нашей эры.
Геродот отклонил преобладающее утверждение большинства карт пятого века, что Земля является круглым диском, окружённым океаном. В своей работе он описывает Землю как тело неправильной формы, а окружёнными океанами только Азию и Африку. Он вводит такие названия как Атлантический океан и Эритрейское море (Красное море). Он также разделил мир на три континента: Европу, Азию и Африку. Он изобразил границы Европы, как линию, проходящую от Столбов Геркулеса, через Босфор до района между Каспийским морем и рекой Инд. Он рассматривал Нил в качестве границы между Азией и Африкой. Он предположил, что размер Европы гораздо больше, чем считалось в то время.
В случае с Африкой, он считал, что за исключением небольшой полоски земли в районе Суэца, континент был фактически окружён водой. Тем не менее, он решительно не согласен со своими предшественниками и современниками о круглой форме Земли. Свою теорию он основывает на истории фараона Нехо II, правителя Египта между 609 и 594 г. до н. э., который послал финикийцев в плавание вокруг Африки. На это им потребовалось три года, но они подтвердили его идею. Геродот предположил, что Нил берет своё начало также далеко на западе как река Истр в Европе, и что он делит Африку пополам. Он также был первым писателем, который предположил, что Каспийское море полностью отделено от других морей сушей, и назвал северную Скифию одним из самых холодных населённых участков мира.
Подобно своим предшественникам, Геродот также допустил ошибки. Он применял чёткое различие между цивилизованными греками в центре Земли и варварами по краям мира. В его «Истории» мы можем ясно видеть, что Геродот считал, что мир становился все более и более чуждым, если путешествовать вдаль от Греции, пока не достигнуть края Земли, где люди вели себя как дикари.

### Сферическая форма Земли. Картографические проекции
В то время как многие предыдущие греческие философы предполагали, что Земля имеет плоскую форму, Аристотель (384—322 до н. э.) первым привёл в своём сочинении «О небе» доказательства шарообразности Земли, уже сформулированные к тому времени астрономами. Его доводы таковы:
- Терминатор лунного затмения всегда круглый;
- Некоторые звёзды можно увидеть только из определённых частей Земли;
- Корабли словно тонут, когда они скрываются за горизонт.

Аристотель сообщает, что современные ему математики (возможно, это был Евдокс Книдский) попытались измерить охват Земли и получили результат в 400.000 стадиев (около 70.000 километров).
Этот результат был уточнён Эратосфеном (275—195 до н. э.), получившим для охвата Земли значение в 250.000 стадиев. Труды Эратосфена, в том числе «Измерение Земли» и «География», сохранились только в отрывках, включённых в сочинения более поздних авторов, таких как Клеомед и Страбон. Эратосфен первый попытался построить карту ойкумены на основе координатной сетки с меридианами и параллелями. Он разделил Землю на пять климатических поясов: тропический пояс посередине, две холодные зоны на крайнем севере и юге, и два умеренных пояса между ними.
Клавдий Птолемей (90-168 н. э.) считал, что с помощью астрономии и математики Земля может быть точно отображена на карте. Он пытался задавать положения географических объектов на поверхности Земли с помощью системы координат с параллелями широты и меридианами долготы. Птолемей разработал две новых картографических проекции — коническую и стереографическую. «География» Птолемея в восьми книгах содержала тексты об ойкумене, разделённой на 26 частей. Каждая часть содержала список названий городов, устий рек и других мест с их широтами и долготами. Карты, которыми были снабжены книжные издания «Географии» Птолемея, начиная с первого в г. Болонье в 1477 году (26 карт), ныне принято называть птолемеевскими. Все последующие издания в разных городах Европы «Географии» Птолемея с картами, а их к 1730 году было 43, содержали всё увеличивающееся число карт, например, в 1513 году (Страсбург, М. Вальдзеемюллер) - 47 карт, в 1545 (Базель, С. Мюнстер) - 54 карты, в 1598 (Венеция, Дж. Рушелли) - 69 карт. Первая карта России, называемой тогда Московией, была выпущена в свет в Географии Птолемея, изданной в 1548 году в Венеции
. 
Клавдий Птолемей считал охват Земли равным 180.000 стадиев, а расстояние от островов Блаженных до Китая охватывающим 180° по долготе.

## Римская империя

### Карты и итинерарии
Работа землемеров не выходила за пределы геодезических измерений и расчётов и расстановки вех вдоль маршрута будущей дороги. Но так как постепенно накапливалось множество данных (расстояния между городами, препятствия на пути, расположение мостов и бродов и тому подобное), начали появляться люди, которые занимались составлением карт.
Римские картографы составляли карты на свитках стандартного размера. На них изображалась местность в несколько искажённом виде, так как законы перспективы и масштабирование тогда не применялись. Однако римский путешественник мог найти на такой карте множество полезной информации о разных дорожных участках и остановках на пути, о длине отдельных отрезков, о препятствиях или примечательных местах (главных городах, храмах). Эти карты давали всю ту информацию, которая была необходима древним путешественникам.
Жители империи не пользовались в дороге картами, которые хранились в основном в библиотеках и не имели широкого хождения. Однако перед поездкой путешественник часто нуждался в дополнительной информации — как добраться до пункта назначения, сколько времени это займёт и тому подобное. В этом случае на помощь приходили итинерарии. Изначально это был просто список городов по пути следования. Но постепенно эти справочники усложнились — в них начали рисовать схематичные карты дорог и их ответвлений, но в полноценные карты они так и не превратились, так как на них не показывался ландшафт.
Римское правительство время от времени принимало решение распространить подобные итинерарии среди населения. Первая такая попытка из известных была предпринята Юлием Цезарем и Марком Антонием в 44 году до н. э. Трём греческим географам Зенодоксу, Феодоту и Поликлиту было поручено составить такой итинерарий. Выполнение задачи заняло более 25 лет. В результате этой работы около Пантеона была установлена каменная плита, на который выгравировали этот итинерарий. Все желающие могли подойти к нему и сделать с него копию.

### Итинерарий Антонина
Итинерарий Антонина Августа (лат. Itinerarium Antonini Augusti) представляет собой книгу-указатель, в которой перечисляются все дорожные переходы и расстояния каждой из существовавших на тот момент римских дорог. Он был составлен во время правления Каракаллы, затем, видимо, переделан в период Тетрархии в конце III в. Скорее всего, указатель был выполнен на основе какой-либо настенной карты.
В соответствии с итинерарием Антонина длина римских дорог составляла около 85 тыс. км и соединяла между собой 372 населённых пункта.

### Римская дорожная карта V века
Самый знаменитый документ, связанный с римской картографией, который дошёл до наших дней — это Пейтингерова таблица (лат. Tabula Peutingeriana или Peutingeriana Tabula Itineraria) — пергаментная копия с древней римской карты, созданная в XIII веке монахом из Кольмара (Эльзас). На ней изображены римские дороги и основные города империи. Карта получила своё название по имени одного из владельцев — Конрада Пейтингера, немецкого гуманиста и любителя древностей, жившего в XV—XVI вв.
Оригинал карты был создан в период между I веком до н. э. и V веком н. э. Предположительно Пейтингерова таблица восходит к карте Агриппы, составленной для его зятя императора Октавиана Августа. Затем на протяжении нескольких веков в карту вносились изменения и уточнения. Вероятно, карта была исправлена в IV веке, так как на ней обозначен Константинополь, названный так Константином Великим 11 мая 330 года. С другой стороны, на Пейтингеровой таблице есть изображения городов на территории современной Германии, разрушенные или покинутые после V века, что свидетельствуем о том, что в V веке в карту перестали вносить изменения.
Сохранившийся манускрипт датируется XIII веком. Он был создан неизвестным монахом из Кольмара, который сделал копию с древнего оригинала около 1265 года. Сохранившаяся копия была выполнена на склеенных листах пергамена, общая длина копии составила почти семь метров, ширина копии — треть метра. У  восточного края Пейтингеровой таблицы, на севере, изображены разные земли Скифии и море Каспийско-Гирканское, являющееся заливом океана на севере. В это море впадают несколько рек, но Волги (или Ра) среди них нет. Нет даже намёка на  реку Дон (Танаис), Азовское и Чёрное моря, которыми Европа отделялась от Азии на древних картах (Т-О типа). 
Пейтингерова таблица состоит из 11 пергаментных листов. В целом длина карты — 6,75 м, а ширина — 0,34 м. На ней изображены римские дороги, длина которых в сумме составляла около 200 тыс. км, а также отмечены города, моря, реки, леса и горы. На карте представлена вся Римская империя, Ближний Восток и Индия, отмечены Ганг, Шри-Ланка (лат. Insula Trapobane) и даже Китай.
На первом листе изображена восточная часть Британских островов, Голландия, Бельгия, часть Франции и западная часть Марокко. Отсутствие Иберийского полуострова заставляет предположить, что до наших дней не дошёл один лист, на котором должны были быть изображены Испания, Португалия и западная часть Британских островов. Справа также представлена реконструкция Пейтингеровой таблицы, выполненная Конради Мильери в 1887 году.
На карте обозначены 555 городов и около 3500 достопримечательностей (например, маяки, святые места). Города отмечены двумя домиками, а особо значимые (например, Рим, Константинополь, Антиохия) — специальными пиктограммами в виде медальонов.
Расстояния и ландшафты представлены, но не так, как на современных картах. Пейтингерова таблица не является картой в точном современном значении этого слова, используя её невозможно узнать ни направление ни расстояние между двумя пунктами, нельзя ориентироваться по магнитному компасу. Впрочем, создатель карты и не ставил перед собой такую цель — карта использовалась для того, чтобы узнать, как добраться по догоге из одного населенного пункта до другого, какая длина догоги, но не её изменяющееся направление. 
Есть на карте и ошибки, допущенные копиистом. Например, город Гренобль назван Culabone, в то время как в античности он назывался Cularone (Cularo). Иногда копиист, указывая расстояния между почтовыми станциями, случайно заменял римскую цифру V на II и наоборот.
Сейчас Пейтингерова таблица хранится в Австрийской национальной библиотеке в Хофбурге (Вена) и редко демонстрируется публике. В 2007 году Пейтингерова таблица вошла в список «Память мира» ЮНЕСКО.

## Китай
Самые ранние из известных сохранившихся в Китае карт датируются IV веком до нашей эры. В 1986 году семь древних китайских карт было найдено в археологических раскопках гробницы царства Цинь, неподалёку от города Тяньшуй, провинции Ганьсу. До этой находки самыми ранними из известных существующих карт были три шелковые карты, обнаруженные в ходе раскопок в Мавандуе (Чанша, провинция Хунань) в 1973 г. и датируемые II веком до нашей эры, началом династии Хань. Карты Царства Цинь IV века до нашей эры были нарисованы чёрными чернилами на деревянных блоках. К счастью, эти блоки сохранились несмотря на условия, в которых они находились, так как в могилу, в которой они были обнаружены, просачивалась вода; качество древесины во многом определило их сохранность. После двух лет техники «медленного высушивания» карты были полностью восстановлены.
Изображения территории на семи картах Цинь, накладываясь друг на друга, перекрываются. Карты отображают систему рек-притоков реки Цзялинцзян в провинции Сычуань, с общей измеренной областью, площадью 107 на 68 км. На карте обозначены прямоугольные символы, содержащие названия участков административного округа. Реки и дороги на карте изображены похожими линиями, что усложняет изучение карты, хотя обозначения рек расставлены в правильном порядке, по течению Цзялинцзяна, и могут быть полезными для современных картографов и сегодня. На этих картах также указаны места в которых могут быть добыты разные виды древесины, а на двух картах указаны расстояния пробега (в ли — китайское единице измерения расстояния, в древности составляющее 300 или 600 шагов, а по современному общепринятому значению — 500 м) между участками лесозаготовки. В свете этих данных, карты Цинь являются, пожалуй, самыми древними экономическими картами, поскольку они предшествуют экономическим картам Страбона.

### Первые письменные географические документы
В Китае самый ранний из известных китайских географических письменных документов датируется V веком до н. э., что соответствует Периоду Сражающихся царств (481—221 до н. э.). Это «Юй Гун» (дань памяти Ю) — глава из книги Шу цзин. В книге описываются традиционные девять провинций, их виды почв, их характерные продукты и производство, хозяйственные товары, импортируемые товары, профессии, доходы провинции, сельскохозяйственные системы и методы орошения, а также различные реки и озера, перечисленные и размещенные соответственно для каждой провинции. Во времена создания этого географического труда площадь этих девяти провинций была очень мала по сравнению с территорией, занимаемой современным Китаем. На самом деле описание относится только к районам Хуанхэ, долинам нижнего течения Янцзы, с равниной между ними и полуостровом Шаньдун, а на западе к самой северной части реки Вэйхэ и реки Ханьшуй (до в южной части современной провинции Шаньси).

### Первое известное упоминание о карте
Первые упоминания о карте в Китае относятся к III веку до нашей эры. Это упоминание относится к событию 227 г. до н. э., когда наследный принц Дань династии Ян подослал убийцу Цзин Кэ ко двору правителя государства Цинь, Цинь Шихуанди. Цзин Кэ прибыл к правителю Цинь с картой района, нарисованной на шелковом свертке, в который был завернут кинжал. Вручение карты с обозначенной территорией было первым дипломатическим актом, представляющим эту область правительству Цинь. Вместо вручения карты Цзин Кэ попытался убить Цинь Шихуанди, но покушение не удалось. С тех пор карты часто упоминаются в китайских источниках.

### Хань и периода разделения
Три карты династии Хань, найденные в Мавандуе, отличаются от более ранних карт государства Цинь. В то время как на картах Цинь стороны света расположены так, что север оказывается наверху карты, карты Хань являются перевернутыми, то есть верх карты указывает южное направление. Карты Хань также являются более сложными, поскольку они отображают намного большую площадь, используют большое количество хорошо продуманных символов и включают в себя дополнительную информацию о местных военных объектах и о местном населении. На картах Хань указаны измеренные расстояния между определёнными местами, но официально масштаб и прямоугольная сетка для карт не будет использована, или, по крайней мере, полностью описана, до III века. Среди трех карт найденных в Мавандуе, были: небольшая карта, показывающая область захоронения, в которой они были найдены; большая топографическая карта, показывающая границы Хань вдоль подчиненных Королевства Чанша и Королевства Наньюэ (Намвьет; северная часть Вьетнама и части современных провинций Гуандун и Гуанси); и карта, которая изображает позиции военных гарнизонов Хань, захвачены во время нападения Наньюэ в 181 г. до нашей эры.
Ранним текстом, в котором упоминаются карты, является «Обряды Чжоу». Хотя он относится к эпохе династии Чжоу, его первое письменное появление был в библиотеке князя Лю Де (ок. 130 до н. э.), и был составлен и комментирован Лю Синем в I веке нашей эры. Он изложил использование карт, созданных для правительственных провинций и районов, княжеств, пограничных застав, и даже отметил места залегания руд и минералов для горнодобывающих предприятий. После вступления в должность феодальных князей трех его сыновей в 117 г. до н. э. Император Ву стал обладать картами всей покоренной ему империи.
С наступлением I века нашей эры китайские официальные исторические тексты содержат географической секции (дилиджи), которая часто были огромными сборниками изменений в названиях местных административных отделов контролируемых правящей династией, описанием горных хребтов, речных систем, налогооблагаемой продукции и т. д. С тех пор, с V века до нашей эры, начиная с Шу Цзина, китайские географические содержат больше конкретной информации и меньше легендарных элементов. Подобный пример можно увидеть в 4-й главе Хуайнанзи (Книга мастера Хуайнань), составленной под редакцией принца Лю в 139 г. до нашей эры в эпоху династии Хань. Глава даёт общее описание топографии на систематической основе, включает в себя карты, в качестве наглядного пособия, карт, благодаря усилиям Лю и его помощника Цзо Ву. В «Хуа Ян ГоЦзи» (Историческая география в провинции Сычуань) Чжан Чжу от 347 г. н. э., были перечислены не только в реки, торговые пути, и различные племена, но так же он пишет и о «Ба Цзун Ту июня Цзин» (карте Сычуань), которая была создана гораздо раньше в 150 г. нашей эры
.
Как отмечается в библиографии Суй Шу, локальные картографические работы, такие, как описание провинции Сычуань, упомянутое выше, стали впоследствии широко распространёнными традиционными географическими работами VI века. Именно в это время, в эпоху Южной и Северной династий, картографы династии Лян (502—557 н. э.) наряду с картами разрабатываемыми и нарисованными на шелке, стали вырезать карты на каменных стелах
.

### Пей Сю, «Птолемей Китая»
В 267 году, Пей Сю (224—271) был назначен министром общественных работ Императором Ву Чжин, первым императором династии Цзинь. Но Пэй лучше известен своими работами в области картографии. Несмотря на то, что картографирование и использование сетки существовали в Китае и до него, он был первым, кто упоминается в нанесении геометрической сетки и масштаба на поверхность карты, для получения большей точности в определении расстояния между двумя точками. Пэй изложил шесть принципов, которые должны соблюдаться при создании карт, два из которых включали в себя прямоугольные сетки и шкалу масштаба для измерения расстояния. Историки сравнивают его с греческим Птолемеем за его вклад в развитие картографии. Однако, Говард Нельсон утверждает, что, хотя в ранние картографические работы Чжан Хэна (78-139) несколько расплывчаты и отрывочны, имеется достаточно письменных доказательств того, что Пэй Сю позаимствовал использование прямоугольной системы координат у карт Чжан Хэна
. Роберт Тэмпл также утверждает, что Чжан создал математическую сетку координат для карт Пэй Сю.
Поздние китайские идеи по поводу качества карт сделанных в эпоху династии Хань и до неё, вытекают из оценки этих работ, сделанной Пэй Сю, которая не была положительной. Пэй Сю отметил, что от имеющихся в его распоряжении карт династии Хань, было мало пользы, поскольку в них насчитывалось слишком много неточностей и преувеличений в расстояниях между точками. Однако, карты королевства Цинь и карты Хань найденные в Мавандуе были гораздо выше по качеству, чем карты рассмотренные Пэй Сю. Только в XX веке, негативная оценка Пэй Сю (III век) качества ранних карт будет опровергнута. Карты Цинь и Хань имели высокую степень точности в масштабе и относительного расположения объектов, но работы Пэй Сю, и его современников значительно увеличили точность, так как стали указывать высоту на топографических картах.

### Династии Суй и Тан
В 605 году, во время династии Суй (581—618), коммерческий комиссар Пэй Цзюй (547—627), создал известную карту с геометрической сеткой. В 610 году император Суй Янди приказал правительственным чиновникам со всей империи создавать Географические справочники, где наряду с информацией о таможенных сборах должны быть приведены данные о географических особенностях их провинций. Император требовал создавать описательные карты со схематическими пояснениями и отсылать их в имперский секретариат в столицу.
Картография во времена династии Тан (618—907) представлена работами Сю Цзиньзонга, Ван Миньюаня, и Ван Жонгси. Пожалуй крупнейшим географом и картографом Эпохи Тан является Цзя Дань (730—805), которому император Дежонг в 785 г. поручил создать карту Китая вместе с недавно присоединёнными землями в Центральной Азии. Эта большая и детальная работа была завершена в 801 г. Карта называлась «Хай Неи Хуа Йи Ту» («карта как китайских, так и варварских народов в рамках (четырёх) морей»). Карта достигала 33 футов (10 м) в высоту и 30 футов в ширину, она была нанесена на сетку с масштабом «1 дюйм (25 мм) : 100 ли» (1:20000). Цзя Дань также известен тем, что очень подробно описал район Персидского залива — вместе с маяками, которые были построены в Средние века иранцами в устье Персидского Залива в период Аббасидов.

### Юань, Мин и Цин

«Куньюй Ваньго Цюаньту» — Карта всей земли

Карта «Да Минь Хунйи Ту», датированная примерно 1390 г. — разноцветная. Горизонтальный масштаб равен 1:820,000 и вертикальный масштаб 1:1,060,000.
В 1579, Льо Хоньксян опубликовал «Гуань Юту», атлас, включающий в себя более 40 карт, сеть координат, и систематическую последовательность, представляющую основные достопримечательности, такие, как горы, реки, дороги и границы. «Гуань Юту» включает в себя открытия морского путешественника Чжэн Хэ, совершенные в ходе плавания вдоль берегов Китая, Юго-Восточной Азии, Индии и Африки в XV веке.
Сохранилось несколько экземпляров карт XVI и XVII веков, сфокусированных на культурной информации. Сетка также не применяется, как в «Гуджинь Синшень Чжи Ту» Ю Ши (1555), так и в «Тушу Бянь» Чжан Хуаня (1613), вместо этого, иллюстрации и аннотации показывают мифические места, экзотический иностранные народы, административные изменения и деяния исторических и легендарных героев. Издание карты (возможно династии Тан) XVII века показывает четкие топографические контурные линии. Хотя топографические данные являлись составной частью китайских карт на протяжении столетий, чиновник Фуцзяньского уезда Йе Чунцзи (1532—1595) был первым, использовавшим топографические измерения и наблюдения для создания окружных карт.
Кроме собственных картографических изысканий, с началом Нового Времени в Китае появляются и «переводы» европейских карт: самая ранняя известная китайская карта мира в европейском стиле — Куньюй Ваньго Цюаньту (кит. — 坤輿萬國全圖, Карта всей Земли). Впервые она была напечатана в Китае в 1602 году по просьбе императора Ваньли католическим миссионером Маттео Риччи и его китайскими сотрудниками. (Image Database of the Kano Collection, Tohoku University Library)

## Корея
В Корее во времена правления императора Тхэджона в 1402 г. на основе изучения более ранних китайских карт была создана карта «Каннидо».
Каннидо — самая старая дальневосточная карта мира, сохранившаяся до наших дней (в копиях). На несколько десятилетий старше её только Большая карта династии Мин; она превосходит Каннидо и по точности. Эти две карты отразили представления китайцев и корейцев о мире накануне морских походов Чжэн Хэ.
Особенность Каннидо состоит в довольно точном изображении Африки, вплоть до южной оконечности и реки, наподобие Оранжевой. Пагода на севере континента, вероятно, символизирует Александрийский маяк; рядом арабским словом «Миср» помечен Каир.
Также на карту нанесены Могадишо, Магриб, Иберия и «Алумангия» (Германия) — топонимы, известные на Дальнем Востоке по сочинениям исламских географов со времён монгольской династии Юань. Влияние периода Юань отражается и в том, что карта представляет именно юаньское административно-территориальное деление Китая.
Впрочем, как показали последние исследования Стафеева и Гусева это карта не могла быть ранее 17 века, поскольку у Корейцев (Серийцев) просто не могло быть таких данных по европе, приведем пример Географию короля Альфонсо http://pervokarta.ru/astrolab/alfon.jpg  , были огромные проблемы с правильными координатами, по которым нельзя было построить ничего, будь то азия http://history-maps.ru/pictures/all_1/small_2357/ или индия до\после ганга http://history-maps.ru/pictures/all_1/small_2344/

## Индия
Ранние формы картографии в Индии включали в себя легендарные картины; карты мест описанных в индийской эпической поэзии, например, в «Рамаяне». Эти работы содержали описания легендарных мест, а часто даже и описание характерных мифологических жителей данной местности.
Индийские карты, использовались как для обоих Священных писаний, Пуран, так и для астрономии. Индийские картографические традиции также охватывают положение полярной звезды, и другие используемые созвездия. Эти карты могли использоваться в начале нашей эры для навигации.
Также были созданы карты с множеством подробно описанными поселений с местоположением, морские берегами, реками и горами. В VIII столетии ученый Бхавабхути задумал картины, на которых были бы указаны географические регионы.
Европейский ученый Франческо I приводит целый ряд древних индийских карт в своём «Magnum Opus La Cartografia Antica Dell India». Две из этих карт были воспроизведены из рукописи «Лопралакаса», первоначально созданной эрудитом Ксемендром (Кашмир, XI век н. э.), в качестве источника. Другой рукописью, используемой Франческо I в качестве источника, называется «Самграхани». В ранних томах Энциклопедии Британика также упоминается картографические документы созданные дравидийским народом Индии.
Карты из Аин-э-Акари, созданные Моголами, подробно излагает историю и традиции Индии, содержит упоминания мест, указанные в ранних индийских картографических традициях. Ещё одна карта, описывающая Королевство Непал, четыре фута в длину и около двух с половиной футов в ширину, была представлена Уорреном Гастингсом. На этой карте горы были подняты над поверхностью, и несколько географических элементов были показаны разными цветами.

## Картография в мусульманском мире
Мусульмане перевели многие эллинские документы. Путь, которым мусульманские ученые получили раннее достигнутые знания, сыграл решающее значение в развитии их картографии. Например, поскольку мусульмане унаследовали непосредственно греческие писания, в том числе такие важные как «Альмагест» и «География», без влияния латинского запада, «Т и О» карты не сыграли никакой роли в развитии мусульманской картографии, хотя они были очень популярны у их европейских коллег. Затем мусульманские ученые сделали много своих собственных вкладов в развитие географии и наук о Земле.
Большое влияние на развитие картографии было оказано под патронажем халифа Аббасидов аль-Мамуна, правившего с 813 до 833. Он приказал нескольким географам перемерить расстояние на Земле, соответствующее градусу небесного меридиана. Таким образом, его патронаж привел к уточнению определения мили, используемой арабами (по-арабски «миль» — ميل), по сравнению со стадием, используемом греками. Эти усилия позволили мусульманам также вычислить окружность Земли. Ал-Мамун также приказал создать большую карту мира, которая не сохранилась, хотя известно, что его карта была основана на проекции типа Марина Тирского, а не на проекции Птолемея.Впервые глобус земли Старого света также был разработан в мусульманском мире в Средние века мусульманскими астрономами, работающими под покровительством аль-Мамуна в IX веке. Его наиболее известным географом был Мухаммад ал-Хорезми.
В IX веке персидский математик и географ Хаббаш аль-Хасиб занят использованием сферической тригонометрии и методами картографической проекции в целях преобразования полярных координат в другие системы координат, ориентированных на конкретную точку на сфере, для нахождения киблы — направления к Мекке. Затем эти идеи развивал Абу Райхан Бируни (973—1048). Около 1025 года он стал первым, кто описал полярную равноазимутальную равноудаленную проекцию небесной сферы.
Во второй половине X века мусульманский географ Сухроб издает книгу географических координат с инструкциями по созданию прямоугольной карты мира с равнопромежуточными прямоугольными или цилиндрическими проекциями. Самая ранняя из сохранившихся карт с прямоугольными координатами, относится к XII веку и является работой Хамдалла аль-Мустафи аль-Казвини, основанной на работе Сухроба. Ортогональные параллельные линии были разделены интервалом в один градус, и карта была ограничена Юго-Западной и Центральной Азией. Самая ранняя из сохранившихся карт мира, основанных на прямоугольной координатной сетке, приписывается аль-Мустафи в XIV или XV веке (в которой использовались интервалы между линиями в десять градусов), и Хафизу-и-Абру.

### Региональная картография
Исламскую региональную картографию, как правило, разделяют на три группы: карты созданные «школой Балхи», карты типа карты разработанной Мухаммадом аль-Идриси, и типа карты, единственно встречающейся в «Книге курьезов».
В начале X века Абу Зайд аль-Балхи основал «Школу Балхи». Представители «Балхи школы», среди которых были географы Истахри, аль-Мукаддаси и Ибн Хаукаль, создавали атласы, в каждый из которых входила карта мира а также двадцать региональных карт. Карты школы Балхи определялись политическими, а не продольными границами и охватывали только мусульманский мир. На этих картах расстояния между различными «остановками» (города, реки, перевалы) были уравнены. Единственно используемыми в разработке линиями были вертикали и горизонтали, пересекающиеся под прямым углом и дуги окружностей; были ликвидированы ненужные географические детали. Этот подход аналогичен тому, который используется в картах современного метро, наиболее известной среди которых является «London Underground Tube Map» созданная Гарри Беком в 1931 году. В середине X века Истахри пишет общее обследование дорог и королевств. 
Аль-Идриси определял свои карты по-разному. Он рассматривал весь известный мир в 160° по долготе, и разделил регион на десять частей, 16° шириной каждая. По долготе он разделил весь мир на семь климатических частей, в зависимости от длины самого длинного дня. В его картах могут быть найдены многие доминирующие географические особенности.

### Книга о появлении Земли
«Китаб Сурат аль-Ард» («Книга о появлении Земли») Мухаммада ибн Муса аль-Хорезми была завершена в 833. Она является пересмотренной и дополненной версией «Географии» Птолемея, состоящей из общего введения и списка координат 2402 городов и других географических объектов.
Аль-Хорезми, самый известный географ Аль-Мамуна, измерил длину Средиземного моря (от Канарских островов до его восточного побережья), до этого рассчитанную, но грубо преувеличенную Птолемеем; Птолемей оценил её на 63 градусов долготы, в то время, как аль-Хорезми почти точно оценил её на 50 градусов долготы. Географы Аль-Мамуна также изобразили Атлантический и Индийский океаны, как открытые массы воды, не ограниченные сушей, какими они были у Птолемея. Таким образом, Аль-Хорезми установил Нулевой меридиан Старого Света на восточном побережье Средиземного моря, на 10-13 градусов к востоку от Александрии (меридиан, ранее установленный Птолемеем) и на 70 градусов к западу от Багдада. Большинство мусульманских средневековых географов продолжали использовать меридиан Аль-Хорезми. Другие использовавшиеся нулевые меридианы установлены Абу Мухаммадом аль-Хасаном аль-Хамдани и Хаббашем аль-Хасибом на Удджайне, центре индийской астрономии, а также ещё один анонимным автором на Басре.

### Книга Рожера (Tabula Rogeriana)

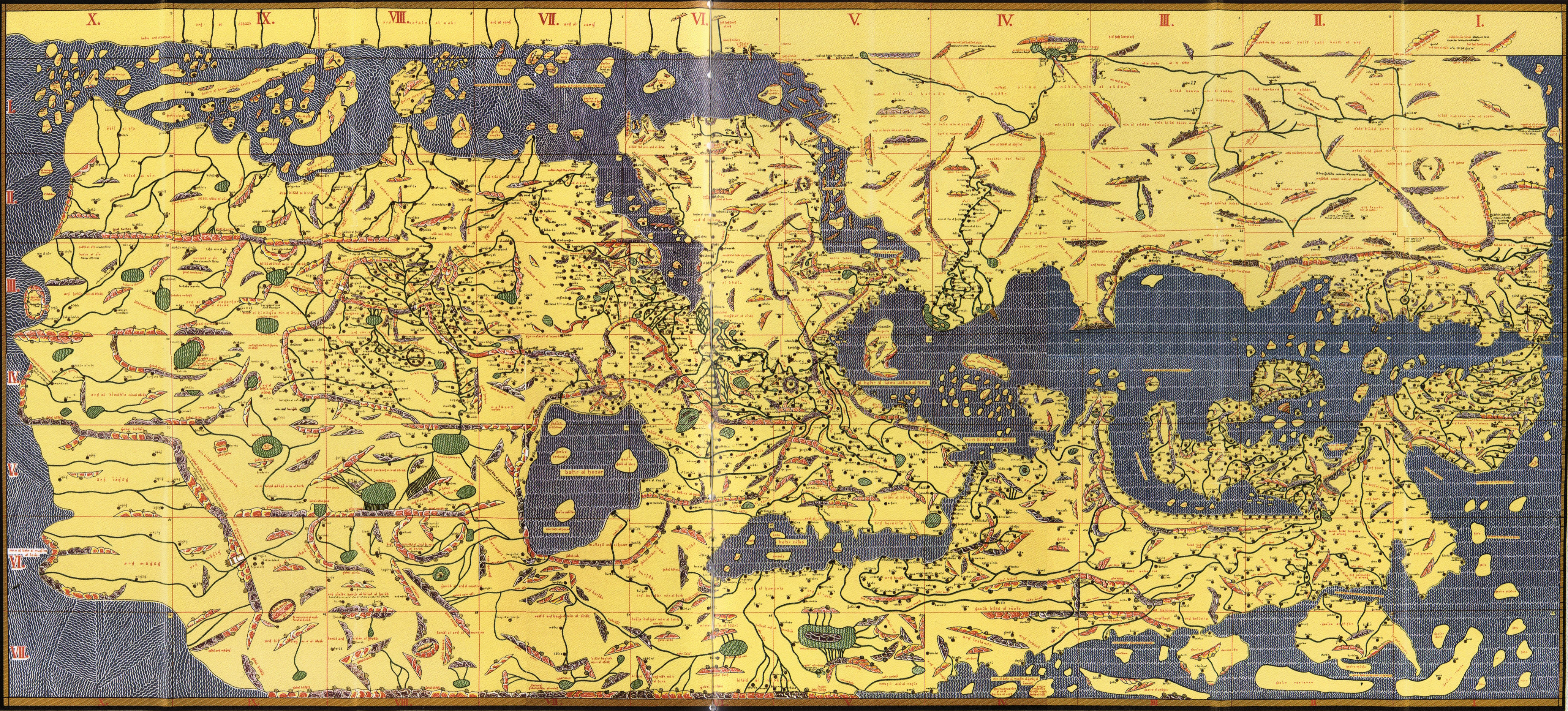
Реконструкция Рожеровой карты аль-Идриси (1154).

В эпоху раннего Средневековья традиции Птолемея во многом сохранялись арабскими учёными. Арабы усовершенствовали методы определения широты Птолемея, они научились использовать наблюдения за звёздами, вместо наблюдений за Солнцем. Это повысило точность измерений.
В 1154 г. в свет выходит средневековый атлас арабского географа Мухаммада Ал-Идриси, известный также как Табула Рожера (араб. «ал-Китаб ар-Руджжари», лат. Tabula Rogeriana, полное название «Нузхат ал-муштак фи-хтирак ал-афак», что переводится как «отрада страстно желающего пересечь мир») — комментарий Ал-Идриси к карте всего известного в его время мира выполненной в виде серебряного плоскошария, а также на бумаге. Над этим трудом Ал-Идриси работал в течение 18 лет при дворе сицилийского короля Рожера II.
До наших дней дошли три манускрипта XIV—XV веков с книгой Рожера, из них два — в Национальной библиотеке Франции и один — в Бодлианской библиотеке Оксфорда.
Перевёрнутая географическая карта мира, составленная Ал-Идриси, превосходила по точности все средневековые аналоги. Север на ней помещён внизу, а Африка — вверху. Обитаемый мир разделён на семь секторов от экватора до северной снежной пустыни. Карта сохраняла популярность в Италии вплоть до XV века, когда её в своей работе использовал венецианец Фра Мауро.
Тем не менее, позже Идриси стал одним из наиболее известных в Европе средневековых арабских географов, чему способствовали ранние издания его труда. Первое арабское издание появилось в Риме в типографии Медичи в 1592 году и передавало сокращенную редакцию труда Идриси; по этому же изданию был сделан латинский перевод 1619 года, по недоразумению названный «Geographia Nubiensis», ибо переводчики посчитали автора уроженцем Судана. В 1836—1840 годах П. А. Жобер выпустил полный французский перевод книги.

### Карта Пири-реиса

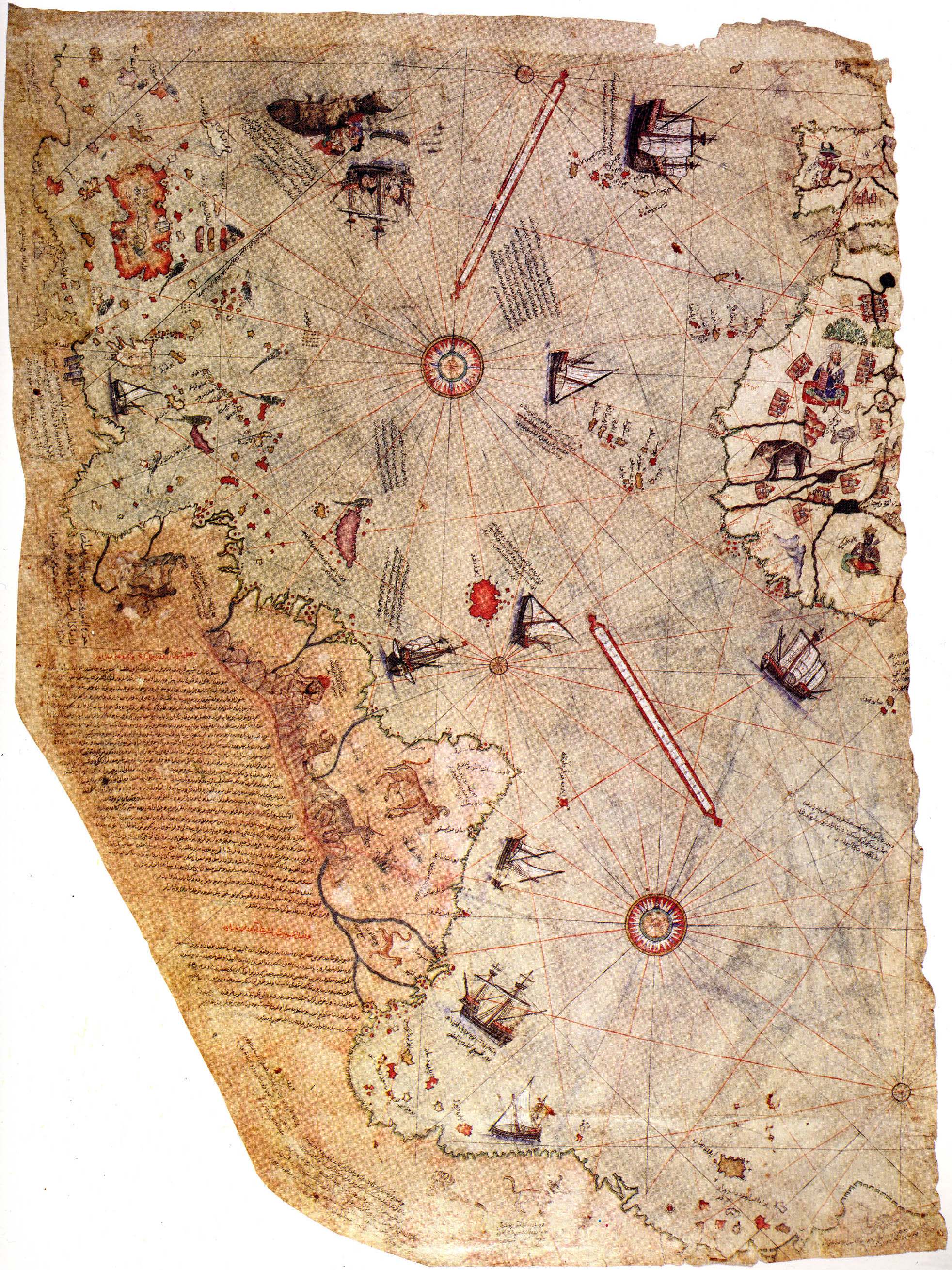
Фрагмент карты Пири Рейса

Карта Пири-реиса является первой известной подлинной современной картой мира, созданной в XVI веке в Константинополе (Османская империя) турецким адмиралом и большим любителем картографии Пири-реисом (полное имя — Хаджи Мухеддин Пири ибн Хаджи Мехмед). Карта содержит чрезвычайно аккуратные и подробные навигационные схемы важнейших городов и портов Средиземного моря, показывает части западного побережья Европы и Северной Африки с достаточной точностью, на карте также легко узнаваемо побережье Бразилии и восточная оконечность Южной Америки. Карта содержит различные острова Атлантического океана, включая Азорские острова и Канарские острова (как мифический остров Антилия). Это одна из первых карт, на которой изображена Америка (первой считается карта Хуана де ла Коса, хранящаяся в военно-морском музее Мадрида). На карте нанесено большое число позиционирующих линий, проведённых из центра, расположенного между Африкой и Южной Америкой, вероятно для большей точности навигации, что нетипично для сохранившихся карт того времени. Даже карты, созданные десятилетия спустя, не могут похвастаться такой точностью сохранения пропорций. Многие считают, что карта содержит элементы южного континента, что считается доказательством осведомлённости древних картографов о существовании Антарктиды «официально» открытой лишь три столетия спустя.
Китаб-и-бахрие является одной из самых известных книг навигации. Книга содержит подробную информацию об основных портах, бухтах, заливах, мысах, полуостровах, островах, проливах в Средиземном море, а также методы навигации и основанной на навигации информации по астрономии. В книге также содержится информация о местных жителей каждой страны и города, и любопытные аспекты их культуры. Китаб-и-бахрие изначально была написана между 1511 и 1521, но оно было пересмотрено с дополнительной информацией и лучше созданными картами между 1524 и 1525 в порядке, который будет представлен в качестве подарка Сулейману Великолепному. Пересмотренное издание 1525 года в общей сложности содержит 434 страниц и 290 карт.
Китаб-и-бахрие состоит из двух основных разделов. Первый раздел, включает в себя детальную информацию о типах бури, методы использования компаса, портуланов, с подробной информацией о портах и береговых линиях, методами определения местоположения при помощью звезд. Особое внимание уделяется открытию в Нового Света Христофором Колумбом и Васко да Гама и другим португальским мореплавателям, плававшим в Индию и к остальной части Азии.
Второй раздел полностью состоит из портуланов. Каждая тема содержит карту острова и побережья. В первой книге (1521), этот раздел имеет в общей сложности 132 карты, а вторая книга (1525) в общей сложности 210 карт. Второй раздел начинается с описания пролив Дарданеллы и продолжается островами и побережьем Эгейского моря, Ионическим, Адриатическим, Тирренским море, Лигурийским морями, Французской Ривьерой, Балеарскими островами, побережьем Испании, проливом Гибралтар, Канарскими островами, побережьем Северной Африки, Египтом и рекой Нил, Леванта и побережьем Анатолии. В этот раздел также включены описания и рисунки знаменитых памятников и зданий в каждом городе, а также биографические сведения о самом Пири Рейсе, где он также объясняет, почему он предпочитает собрать эти схемы в книги, а не в одну карту, которая не смогла бы уместить такое огромное количество информации и деталей.
Карта была обнаружена в 1929 году, в ходе работ над созданием музея в султанском дворце Топкапы́ доктором Эдхем.
Карты изготовлены из кусков кожи газели размером 90 × 63 см, 86 × 60 см, 90 × 65 см, 85 × 60 см, 87 × 63 см и 86 × 62 см.

## Ранние европейские карты

### Эпоха Средневековья. Карты «Т и О»
В раннем Средневековье картография пришла в упадок. Вопрос о форме Земли перестал быть важным для философии того времени, многие снова начали считать Землю плоской.
Некоторую революцию в европейской картографии устроило введение в пользование в конце XIII—начале XIV веков магнитного компаса. Появился новый тип карт — подробные компасные карты берегов — портуланы. Подробное изображение береговой линии на портуланах нередко совмещалось с простейшим делением на страны света «Т и О» карт.
«Т и О» карты (или «Т-О», «О-Т» карты; Orbis Terrae, шар или окружность Земли, обозначаемой буквой «О», с буквой «Т» внутри «O»), представляет собой тип средневековой карты мира, иногда также называются Беатовой картой или картой Беата, поскольку одна из самых ранних известных карт с подобным представлением мира встречается у Беата Либеанского, испанского монаха XII века. Карта появилась в прологе к его двенадцати книгам комментариев к «Апокалипсису».
Впервые карта описывающая мир в стиле «Т и О» встречается в энциклопедии Исидора Севильского «Этимологии» (глава 14, de Terra et partibus):

[Населенную] часть твердой земли (суши) называют круглой, потому что она имеет форму колеса. Поэтому омывающий её океан образует кольцо. А сама она делится на три части: одна часть называется Африкой, вторая Европой и третья Азией
Оригинальный текст (лат.)Orbis a rotunditate circuli dictus, quia sicut rota est […] Undique enim Oceanus circumfluens eius in circulo ambit fines. Divisus est autem trifarie: e quibus una pars Asia, altera Europa, tertia Africa nuncupatu
— Исидор Севильский. Etymologiae. — Oxford University Press, Oxford. — 1911.
Несмотря на то, что Исидор в своей «Этимологии» говорит что Земля «круглая», его выражение неоднозначно и некоторые авторы считают, что он имел в виду плоскую землю в форме диска. Однако, в других работах Исидора ясно вытекает, его мнение о Земле как о шаре. Действительно, теория о сферической форме Земли всегда была преобладающим предположением среди ученых, по крайней мере, начиная с Аристотеля, который разделил сферическую Землю на климатические зоны, с холодным климатом на полюсах, смертоносно жарким климатом в районе экватора, и с средним и мягким умеренном климатами в странах между ними.
«Т и О» карты представляют лишь верхнюю часть сферической Земли. Существовало негласное соглашение, считать удобной проекцию населенной части, северной умеренной части сферы. Так как южная умеренная зона считалась необитаемой или недостижимой, то не было необходимости изображать её на карте мира. В то время считалось, что никто не сможет пересечь зону жаркого экваториального климата и добраться до неизвестных земель, на другой половине земного шара. Эти предположительно существовавшие земли называли «антиподами».
«Т» — это Средиземное море, река Нил, и река Дон (прежнее название Танаис), разделяющие три континента Африку, Европу и Азию, а «О» — это кольцевой океан. Центром карты, обычно, устанавливался Иерусалим. Азия, как правило, была размеров в два других континента вместе взятых. Так как солнце восходило на востоке, в Раю (Сады Эдема), который изображался в Азии, то Азия была расположена в верхней части карты.
Это качественный и концептуальный тип средневековой картографии может добавить весьма подробные карты, в дополнение к обычным представлениям. На ранних картах отмечалось лишь небольшое число городов. Четыре священных реки на Святой земле были изображены всегда. Наиболее удобными инструментами для путешественника были итинерарии, в которых перечислялись маршруты между двумя пунктами в порядке названий городов, и периплы, которые делали то же самое для портов и достопримечательностей вдоль морских берегов.
Поздние карты такого формата, в связи с Крестовыми походами, имели более подробные сведения о городах и реках, как Восточной, так и Западной Европы. В дополнение к новым географическим особенностям включались и декоративные иллюстрации. Наиболее важные города в дополнение к их именам, будут представлены различными фортификационными сооружениями и башнями, а пустые места будут заполнены изображениями странных мифических существ.

### Эпоха Возрождения и Новое время
В середине XV века началась эпоха Великих географических открытий. Из-за этого обострился и интерес к картографии. Важные достижения картографии Доколумбовского периода — карта Фра Мауро 1459 года (эта карта в некотором смысле придерживалась концепции плоской Земли) и «Земное яблоко» — первый глобус, составленный немецким географом Мартином Бехаймом.
После открытия Америки Колумбом в 1492 году в картографии новые успехи — появился целый новый континент для исследования и изображения. Очертания американского континента стали ясны уже к 1530-м годам.
Весьма помогло развитию картографического дела изобретение книгопечатания.
Детализированные трехмерные макеты (сохранилось очень мало археологических находок) и нарисованные планы (не сохранились; только упоминаются) местностей — карты — широко применялись в Империи Инков в XV—XVI веках на основе системы направляющих секе, выходящих из столицы Куско. Измерение расстояний и площадей производилось с помощью универсальной единицы измерения — тупу.

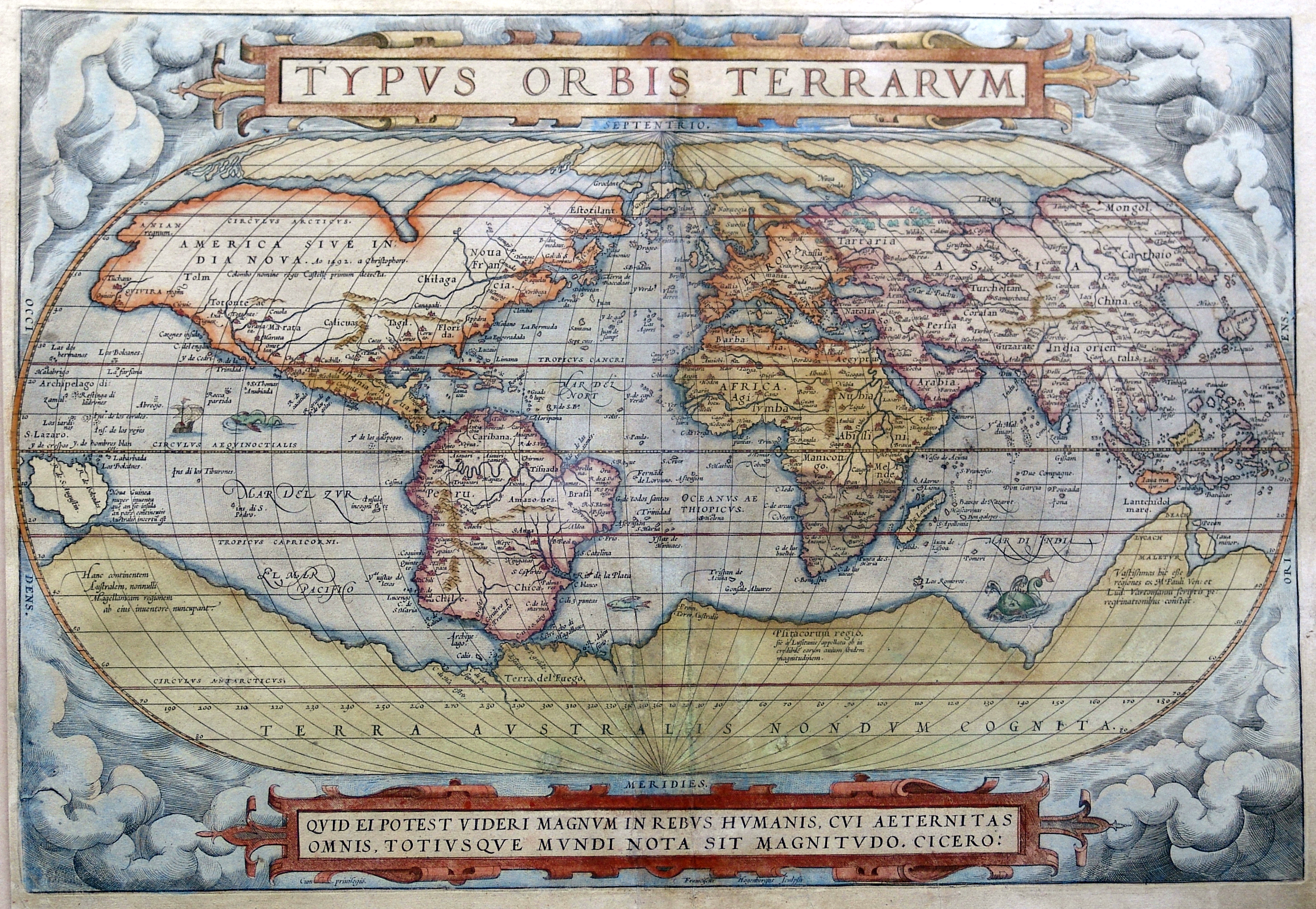
Карта мира Ортелиуса, 1572 год.

Следующая революция в картографии — создание Герхардтом Меркатором и Абрагамом Ортелиусом первых атласов Земного шара. При этом Меркатору пришлось создать картографию как науку: он разработал теорию картографических проекций и систему обозначений. Атлас Ортелиуса под названием «Theatrum Orbis Terrarum» был напечатан в 1570 году, полностью атлас Меркатора был напечатан только после его смерти.
Увеличению точности карт содействуют более точные способы определения широт и долгот, открытие Снеллиусом в 1615 году способа триангуляции и усовершенствование инструментов — геодезических, астрономических и часов (хронометров).
Некоторые довольно удачные попытки составления больших карт (Германии, Швейцарии и т. д.) были сделаны ещё в конце XIV и в XVII веках. Однако большой успех в этом отношении, а также существенное расширение точных картографических сведений по отношению к Восточной и Северной Азии, Австралии, Северной Америке и т. д. виден только в XVIII в.
Важное техническое достижение XVIII века — разработка способов измерения высот над уровнем моря и способов изображения высот на картах. Таким образом, появилась возможность снимать топографические карты. Первые топографические карты были сняты в XVIII веке во Франции.

## История картографии в России
[[Файл:k2godun.jpg|thumb|Карта России Гесселя Герритса, Амстердам, 1613. Третье состояние, издание Блау, Амстердам, после 1630 г. С сайта Российской национальной библиотеки]

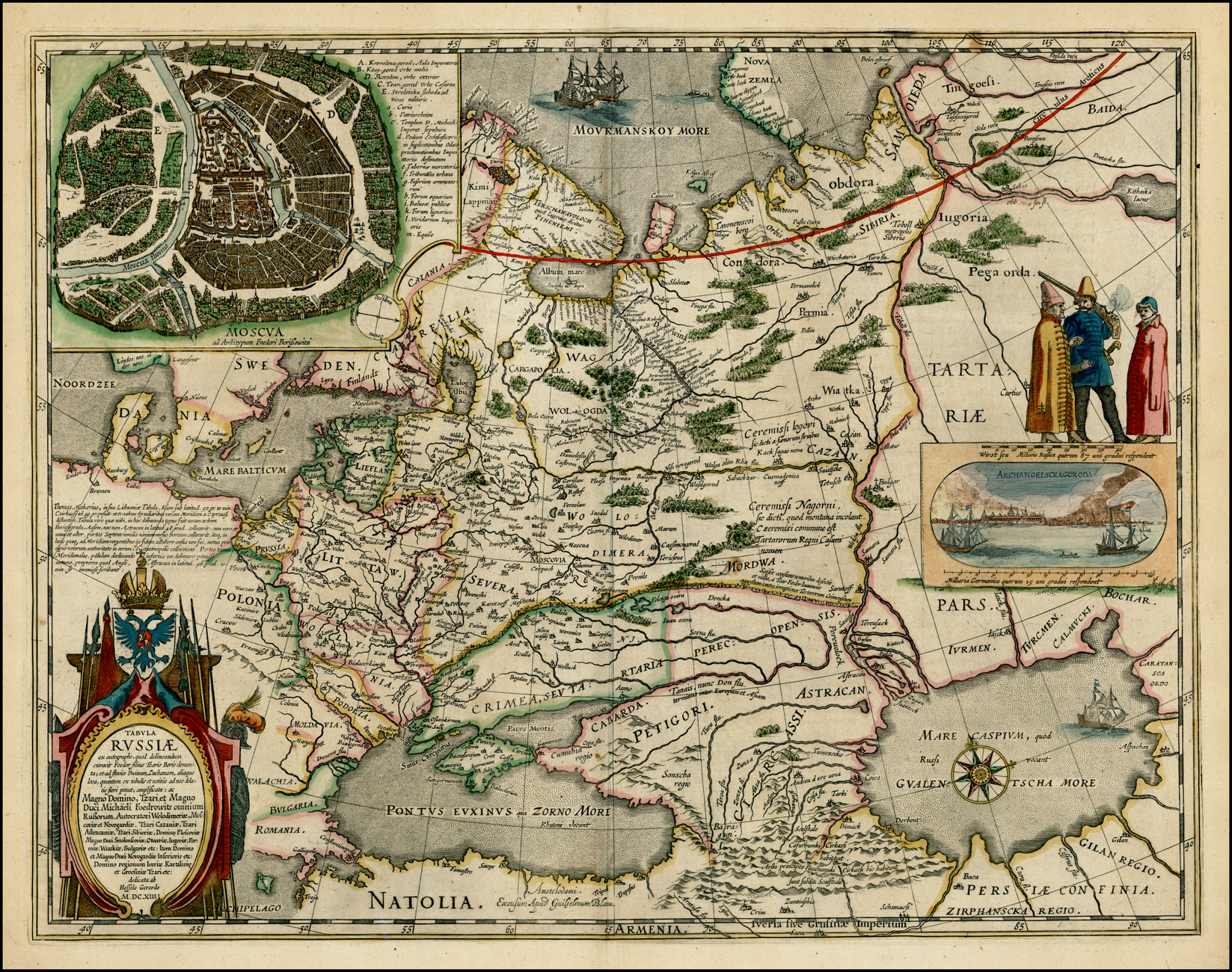
Карта России Гесселя Герритса, Амстердам, 1613. Третье состояние, издание Блау, Амстердам, после 1630 г. С сайта [https://web.archive.org/web/20060222075116/http://www.nlr.ru:8101/exib/siberia/sibi4.htm Российской национальной библиотеки

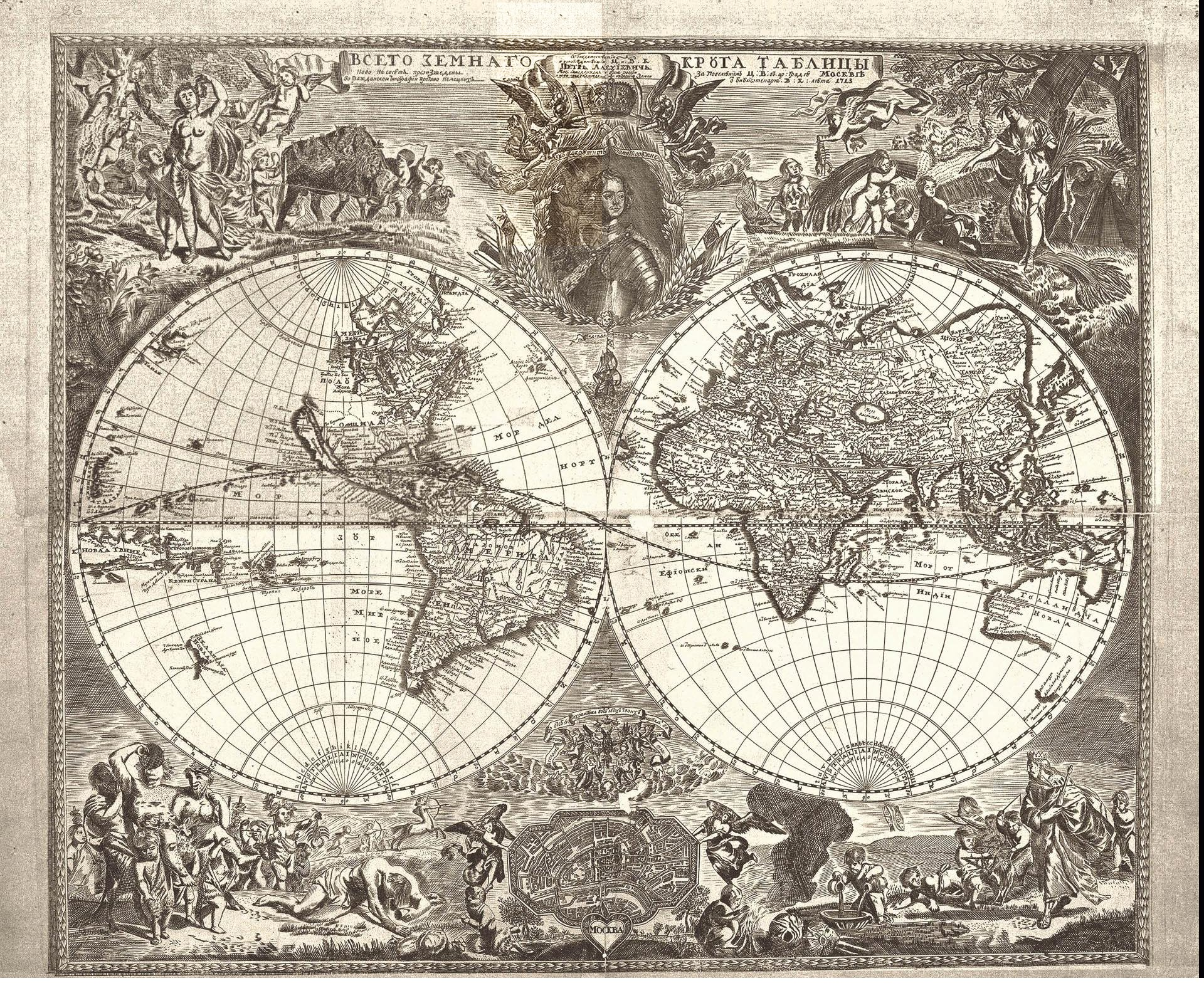
Российская карта мира 1707 года типографии В. О. Киприянова. С сайта Российской национальной библиотеки

Уже в допетровскую эпоху в России было известно искусство составления географических чертежей, что доказывает несохранившийся «Большой Чертеж», начавший составляться ещё в XVI веке (по-видимому, по приказу Ивана Грозного) и значительно пополненный в XVII веке, но который до нас не дошёл (он имелся лишь в одном экземпляре); сохранились лишь экземпляры «Книга Большому Чертежу». О старинных русских чертежах мы можем получить понятие из карты Сибири, составленной в 1667 г. по приказанию воеводы П. И. Годунова копия с которой сохранилась в Стокгольмском государственном архиве, и из сохранившихся рукописных сборников Семёна Ульяновича Ремезова - Чертёжная книга Сибири, составленная тобольским сыном боярским Семёном Ремезовым в Тобольске в 1701 году и Служебная чертёжная книга. Факсимильно эти рукописи было изданы Фондом "Возрождение Тобольска" в 2006-2007 гг. Что касается «Большого Чертежа», то он послужил для составления карты, которой «озаботился Фёдор сын царя Бориса», как об этом написано в картуше карты России 1613 года Гесселя Герритса и, как пишут некоторые историки, ещё и карты Исаака Массы, которая была выпущена в свет впервые в Амстердаме И. Янссонием в 1636 году. Эти карты были первыми генеральными картами России, хотя попытки к составлению таковых делались на Западе и ранее: известна, например, карта Бернардо Агнезе, а вернее, Паоло Иовия 1525 г. сохранившаяся в венецианском архиве, а вернее, первый которой был найден на лондонском аукционе в 1993 году, куплен там и привезён в Москву. С 1994 года он находящаяся в Российском государственном архиве древних актов (РГАДА, Москва). Это географическое изображение (чертёж ?) был составлен Иовием для его книги о Московии по рассказам Дмитрия Герасимова, приезжавшего в Рим в 1525 году; карта Вида и особенно карта Герберштейна, который мог пользоваться отчасти и русским чертежом или, по крайней мере, русскими дорожниками. Некоторые добавления к картографическим сведениям о России, особенно Сибири, были сделаны в 18 ст. — Витзеном и Штраленбергом, но со времён Петра I начинается и история правильной русской картографии. Пётр I, интересуясь географией, посылал для съёмок геодезистов (Кожин, Никита) и морских офицеров и выписал из-за границы для издания карт граверов Шхонебека и Пикара. Картографические материалы в его время собирались в Сенат, секретарь которого И. Кирилов был большой любитель географии; благодаря ему был издан первый русский географический атлас из 19 карт, в 1745 г. Позже составление и издание карт перешло в Академию наук, которой при Екатерине II был издан более подробный атлас (в котором до 70 пунктов уже было определено астрономически). Множество картографических данных было собрано в эпоху Екатерины II путешественниками-академиками, а также благодаря начатому в это же время генеральному межеванию. При Павле I составление карт перешло в военное ведомство и при Александре I приурочено к Главному штабу, при котором в 1822 г. был учреждён корпус военных топографов. К эпохе Александра I относятся первые триангуляции в России, исполнявшиеся сперва под руководством генерала Теннера, затем генерала Шуберта. После основания Пулковской обсерватории, при Николае I, геодезия и картография в России сделали значительные успехи и заявили себя такими крупными работами, как измерение (под руководством Струве) дуги меридиана от Лапландии до устьев Дуная и составление (с 1846 г.) 3-вёрстной топографической карты западных губерний. При Александре II листы этой карты стали поступать и в продажу, и в то же время была издана 10-вёрстная карта Европейской России и Кавказа, а также ряд карт по Азиатской России (включая Среднюю Азию), многие специальные карты и т. д.; с этого же времени возникла у нас и частная картографическая деятельность.

### Крупнейшие русские картографы
- Яков Виллимович Брюс и Георг фон Менгден, русские офицеры, составившие в Москве первую карту (Юго-западной России), которая была напечатана в Амстердаме в 1699 г.
- Иван Кирилович Кирилов, составил и напечатал в Петербурге первую карту Российской империи 1734 г.
- Иосиф Николаевич Делиль, с 1726 года академик Петербургской академии, инициатор создания в Академии наук Географического департамента, создатель первого полноценного Атласа Российского, напечатанного в Санкт-Перербурге в 1745 г.
- Иоганн Трускотт (1721-1786) и Яков Фридрих Шмидт (1-я пол. XVIII в. - 1786), адьюнкты Географического департамента АН, много поработавшие для создания карт Атласа Российской империи, готовившегося к юбилею создания Академии наук, но который напечатан не был
- Красовский, Феодосий Николаевич (1878—1948)
- Малыгин, Степан Гаврилович (?—1764)
- Менде, Александр Иванович (1798—1868)
- Минин, Фёдор Алексеевич (1709—?)
- Ремезов, Семён Ульянович (ок. 1642 — после 1720)
- Скуратов, Алексей Иванович
- Стрельбицкий, Иван Афанасьевич (1828—1900)
- Тилло, Алексей Андреевич (1839—1899)
- Цингер, Николай Яковлевич (1842—1918)
- Шуберт, Фёдор Фёдорович (1789—1865)

## Известные картографы эпохи Великих географических открытий
- XV век: Монах Николай Германус добавил новые карты для «Geographica» Птолемея.
- 1485: Португальский картограф Педро Рейнель сделал старейший из известных подписанных португальский морской чертежей.
- 1492: Немецкий купец Мартин Бехайм (1459—1507) создал старейший из сохранившихся глобус земного шара, но на нём не хватало Америки.
- 1492: Картограф Хорхе де Агилар сделал старейших из известных подписанную и датированную португальскую морскую навигационную карту.
- 1500: Испанский картограф, исследователь и конкистадор Хуан де ла Коса изготовил несколько карт, единственной уцелевшей из которых является «Mappa Mundi» 1500 г. Это первое известное европейское картографическое представление Америки.
- 1502: Неизвестный Португальский картограф сделал планисферу Кантино, первую морскую навигационную карту с косвенно представленными широтами.
- 1504: Португальский картограф Педру Рейнель сделал старейшую из известных морских карт со шкалой широт.
- 1507: Всемирная карта Мартина Вальдземюллера была первой, в которой был использовал термин «Америка» для обозначения западных континентов (в честь путешественника Америго Веспуччи).
- 1513: Османский адмирал Пири-реис создал известную карту мира, на которой изображена часть некоего южного континента, что иногда приводят как аргумент в пользу ранней осведомленности мореплавателей о существовании Антарктиды.
- 1519: Португальские картографы Лопу Хомем, Педру Рейнель и Жоржи Рейнель создали набор карт, известный сегодня как Атлас Миллера или «Атлас Лопу Хомема и Рейнелей» (порт. Atlas Lopo Homem-Reineis).
- 1569: Фламандский картограф Герард Меркатор (1512—1594), стремясь сделать отображение мира на картах «правильно выглядящим», разработал новую проекцию (называемую проекцией Меркатора) с использованием математических формул. С тех пор образ мира, который он создал на своей карте 1569 года, становится обычным изображением мира на карте, к которому мы привыкли сегодня. Сотрудники Геологической службы США разработали Космическую Косую проекцию Меркатора, основанную на проекции Меркатора, которая позволяет установить соответствие со спутников с очень малым искажением.
- 1570: Антверпенский картограф Абрахам Ортелий опубликовал «Theatrum Orbis Terrarum» — первый современный атлас.
- 1584: голландский картограф Лука Вагенер напечатал книгу «Spieghel der Zeevaert», объединявшую вместе атлас морских карт и лоций с инструкциями по навигации.
- 1608: Капитан Джон Смит опубликовал карту побережья Вирджинии.
- 1670-е: астроном Джованни Доменико Кассини начал работу над первой современной топографической картой во Франции. Она была завершена в 1789 или 1793 году его внуком Цезарем Франсуа Кассини.
- 1715: Герман Молл опубликовал «Карту Бобра» (The Beaver Map), одну из самых известных ранних карт Северной Америки, которую он скопировал из работ Николя де Фера 1698 г.
- 1763—1767: Капитан Джеймс Кук зарисовывает на карту Ньюфаундленд.

## Современная картография
Гринвичский меридиан стал международной точкой отсчета в 1884 году.
В 1900-х годах карты стали более подробными благодаря улучшениям печати и фотографии, которые сделали производство карт дешевле и проще. Кроме того, начали активно развиваться дистанционное методы зондирования Земли, сначала аэрофотосъемка, а с запуском первых спутников — космическая съёмка, что позволило получить подробные карты всей поверхности Земли. В настоящее время цифровые карты занимают гораздо больший объём в картографии, чем печатные.

## Технологические изменения
В области картографии, технологии постоянно совершенствовались в целях удовлетворения потребностей новых поколений картографов и пользователей карт. Первые карты были сделаны вручную с помощью кистей и пергамента и, следовательно, были разнообразны по качеству, а также ограниченными в распространении. Появление компаса, типографии, телескопа, секстанта, квадранта и нониуса позволило создавать более точные карты и дало возможность делать точные репродукции.
Достижения в фотохимической технологии, такие как литографические и фотохимические процессы, позволили создавать не искажающие форму карты, которые содержали мелкие детали и были устойчивыми к влаге и износу. Это также устраняет необходимость гравировки, что позволило ещё больше сократить время необходимое для воспроизведения карты.
В середине и конце XX века достижения в области электронных технологий привели к новой революции в области картографии. Особенно такие устройства как, плоттеры, принтеры, сканеры, аналитические стерео плоттеры, которые наряду с визуализацией, обработкой изображений, пространственным анализом и управлением базами данных, сделали производство печатных карт более простым, в частности, позволили производить карты, с различными характеристиками, без необходимости гравировки новой печатной пластинки.